# Bede Durbidge
Bede Durbidge é um surfista profissional nascido a 23 de fevereiro de 1983 em Brisbane, Queensland, Austrália. Durbo e The White Fijian são seus motes no circuito surfista.

## Carreira profissional
Bede Durbidge é um dos surfistas mais jovens e prometedores do circuito ASP World Tour. Abriu-se caminho nas Australasian Junior Séries e após quatro anos nas WQS deu o salto ao WCT absoluto em 2005, qualificando-se com o top 44 dos melhores surfistas do planeta.
Como profissional, seu melhor resultado é a vitória no Boost Mobile Pro em Trestles, San Clemente, Califórnia. Tão só 5 ondas bastaram-lhe a este impressionante surfista para derrotar ao 7 vezes campeão Kelly Slater. Esta foi, sem dúvida alguma, sua prova da sorte, já que se desfez de surfistas como Taj Burrow e o tricampeão Andy Irons. Na presente temporada conseguiu o segundo posto no Quiksilver Pro Gold Coast de 2007.
Seus ganhos em prêmios no ASP World Tour são, até a data, de 231,385$.

## Vitórias
A seguir, o desmembre, de suas vitórias nos eventos da cada ano:
- 2008

- Hang Loose Santa Catarina Pro, Florianópolis - Brazil
- Rip Curl Pipeline Masters Hawaii, Oahu - Hawaii
- 2005

- Boost Mobile Pro - Trestles, San Clemente, Califórnia
Vitórias fosse do Foster's ASP World Tour:
- 2 ASP WQS:
- 2004

- Nokia Lacanau Pacific Motion Pro, Lacanau - França
- 2003

- Rip Curl Newquay Board Masters, Newquay - Inglaterra